# 天华院
天华化工机械及自动化研究设计院股份有限公司，簡稱天華院（英語：Tianhua Institute of Chemical Machinery & Automation，上交所：600579），則在1997年，由當時化工部化工机械研究院（1958年成立），以及化工部自动化研究所合併成立，另外前身為「化工部化工机械及自动化研究设计院」。
現時由中國化工裝備總公司（中國化工集團公司旗下）全資子公司，而業務則在中國內地經營化工机器、化学工程及设备、材料及腐蚀、生产过程自动控制、在线分析仪表、放射性检测仪表及环保技术与设备的研究开发、工程设计、产品制造和推广应用工作。
產品包括大型干燥设备、阳极保护浓硫酸冷却器、防腐保温直埋泡沫夹克管道、同向双螺杆配混挤出机、非金属防腐材料及设备、压缩机及配件、烟气脱硫设备、化工设备清洗工程、工业炉及燃烧器、粉体造粒设备、废热锅炉及余热回收设备、工业色谱仪及样品预处理装置、集散控制系统、分析小屋及分析仪表成套系统等。
院長為肖世猛，總部則位於中国甘肃省兰州市西固区合水北路3号。

## 連結
- thy.chemchina.com （页面存档备份，存于）